# Künoszkephalai csata
A künoszkephalai csata az i. e. 200–197 között zajló második római–makedón háború i. e. 197 júniusában megvívott ütközete volt a thesszáliai Künoszkephalai-dombságnál, amelynek során a Quinctius Flamininus vezette Róma és az Aitól Szövetség megsemmisítő vereséget mért az V. Philipposz vezette makedón seregre. Ezzel az ütközettel dőlt el a második római–makedón háború kimenetele.

## Története
Az i. e. 200 szeptember közepén kitört második római–makedón háború első két évében a római hadsereget irányító Sulpicius Galba elfoglalta a makedón megszállás alatt álló Dasszarétiát, majd csapatmozgásait III. Pleuratosz illírjeivel és Baton dardánjaival összehangolva feldúlta a nyugat-makedóniai határvidéket. A két ellenfél, a római és a makedón hadsereg első tényleges összecsapására csak i. e. 198 nyarán, az új római parancsnok, Quinctius Flamininus érkezése után került sor Epiruszban, és az ott kibontakozó aóoszi csata a rómaiak győzelmével zárult. Ezt követően a háború hadszíntere alapvetően Thesszáliába helyeződött át.
A két sereg i. e. 197 júniusában a Künoszkephalai-dombság két oldalán vert tábort. A rómaiak csaknem 26 000-es seregét az Aitól Szövetség 6 ezer gyalogosa és 400 lovasa egészítette ki, míg a makedón ellentábor létszáma 25 500 főre rúgott, amelyben ott voltak Philipposz görög és trák szövetségesei és szintén görög szövetségeseinek segédcsapatai. A csata megkezdése előtt a római parancsnok, Quinctius Flamininus azzal tüzelte embereit, hogy nem a világhódító Nagy Sándor makedónjai ellen mennek harcba, hanem azok ellen, akiknek még a barbár dardánoktól is félniük kell. A csata a hajnali órákban indult meg, amikor a két sereg könnyűfegyverzetű gyalogsága csapott össze a künoszkephalai magaslatokon. A légköri viszonyok nem voltak megfelelőek, a sűrű hajnali pára miatt a harcoló felek parancsnokai nem voltak képesek áttekinteni a helyzetet. Napkelte után azonban a feltámadó szél eloszlatta a ködöt, és megindulhatott a tényleges összecsapás. A rómaiak felől lankásabb domboldalon Flamininus könnyűgyalogságból és lovasságból álló balszárnya gyorsan, még a manipulusok előtt feljutott a dombgerincre, de ott a makedónok phalanxokba rendeződött jobbszárnyába ütköztek. A fegyelmezett makedónok jól tartották zárt alakzatukat, és visszaverték a rómaiak támadását, majd sikeresen visszanyomták a manipulusokat is. Ekkor azonban V. Philipposz taktikai hibát követett el: a meredekebb domboldalon küszködő balszárnyának is parancsot adott a támadásra. A terep nehézségei miatt azonban a balszárny csak a phalanx felbomlásával, osztagonként volt képes a magaslatra feljutni, ott viszont a rómaiak nehéz fegyverzetű jobbszárnya, valamint – a római hadviselés történetében első ízben bevetett – harci elefántok várták őket. A makedón balszárny ennek a nyomásnak nem volt képes ellenállni, így a csata egyre inkább a rómaiak győzelmével kecsegtetett. Az arcvonal másik oldalán azonban a makedónok továbbra is nagy nyomást gyakoroltak a rómaiak balszárnyára, így Flamininus kiadta a parancsot, hogy a felmorzsolt phalangiták üldözése helyett a jobbszárny támadja oldalba a makedónok jobbszárnyát. Ez végleg eldöntötte a csata kimenetelét, a római sereg egyesült bal- és jobbszárnya szétszórta a makedón sereget. A csatamezőn nyolcezer makedón maradt holtan, ötezren pedig fogságba estek; ezzel szemben a rómaiak hétszáz embert veszítettek.

## Következményei
A künoszkephalai csata eldöntötte a második római–makedón háború kimenetelét is. A római szenátus i. e. 196-ban hirdette ki a háborút lezáró béke feltételeit, amelynek alapján a makedón megszállás alatt álló hellén és illír területek visszanyerték szabadságukat, Makedónia flottáját leszerelték, csak belföldön bevethető hadseregének létszámát 5000 főben maximálták, V. Philipposzt pedig 1000 talentum hadisarc megfizetésére kötelezték.